# نامحدود (ترانه جنیفر لوپز)
«نامحدود» (به انگلیسی: Limitless) ترانه‌ای ضبط‌شده توسط خواننده آمریکایی جنیفر لوپز برای موسیقی متن فیلم کمدی رمانتیک نقش دوم (۲۰۱۸) است. این ترانه در ۱۶ نوامبر ۲۰۱۸ به‌عنوان تک‌آهنگ منتشر شد. ویدئو ترانه در ۲۰ دسامبر ۲۰۱۸ در یوتیوب منتشر شد.